# Macieira de Sarnes
Macieira de Sarnes é uma povoação portuguesa sede da Freguesia de Macieira de Sarnes do Município de Oliveira de Azeméis, freguesia com 3,87 km² de área e 1856 habitantes (censo de 2021), tendo, por isso, uma densidade populacional de 479,6 hab./km².

## Demografia
A população registada nos censos foi:
| Distribuição da População por Grupos Etários | Distribuição da População por Grupos Etários | Distribuição da População por Grupos Etários | Distribuição da População por Grupos Etários | Distribuição da População por Grupos Etários |
| -------------------------------------------- | -------------------------------------------- | -------------------------------------------- | -------------------------------------------- | -------------------------------------------- |
| Ano                                          | 0-14 Anos                                    | 15-24 Anos                                   | 25-64 Anos                                   | > 65 Anos                                    |
| 2001                                         | 384                                          | 306                                          | 1277                                         | 247                                          |
| 2011                                         | 249                                          | 249                                          | 1095                                         | 332                                          |
| 2021                                         | 204                                          | 193                                          | 983                                          | 476                                          |

## Património
- Quinta de Macieira de Sarnes
- Casa Resende
- Campo do Viso
- Igreja de Santa Eulália (matriz)
- Capela de Nossa Senhora do Livramento
- Fontenário
- Cruzeiro
- Casa de Cernaches e capela
- Três casas setecentistas na rua principal
- Casa do Arco
- Solar do conde de Campo Belo